# Koh-Lanta : La Revanche des 4 Terres
 (février 2025).
Si vous disposez d'ouvrages ou d'articles de référence ou si vous connaissez des sites web de qualité traitant du thème abordé ici, merci de compléter l'article en donnant les références utiles à sa vérifiabilité et en les liant à la section « Notes et références ».
 (mai 2025).
- Si vous ne connaissez pas le sujet, laissez ce bandeau (vous pouvez alors contacter les auteurs).
- Si vous supprimez le contenu mis en cause (vous pouvez préalablement contacter les auteurs),

argumentez précisément cette suppression dans la page de discussion
(un manque de référence n'est pas un argument ; une recherche réelle de référence doit avoir été effectuée, être formellement documentée).
 (juin 2025).
Koh-Lanta : La Revanche des 4 Terres est la 27e édition régulière de l'émission de téléréalité Koh-Lanta, diffusée sur les chaînes de télévision TF1, Antenne Réunion (filiale de TF1) et Tahiti Nui TV depuis le 25 février 2025. Elle est présentée par Denis Brogniart et a été tournée aux Philippines.

## Tournage

### Animation et production

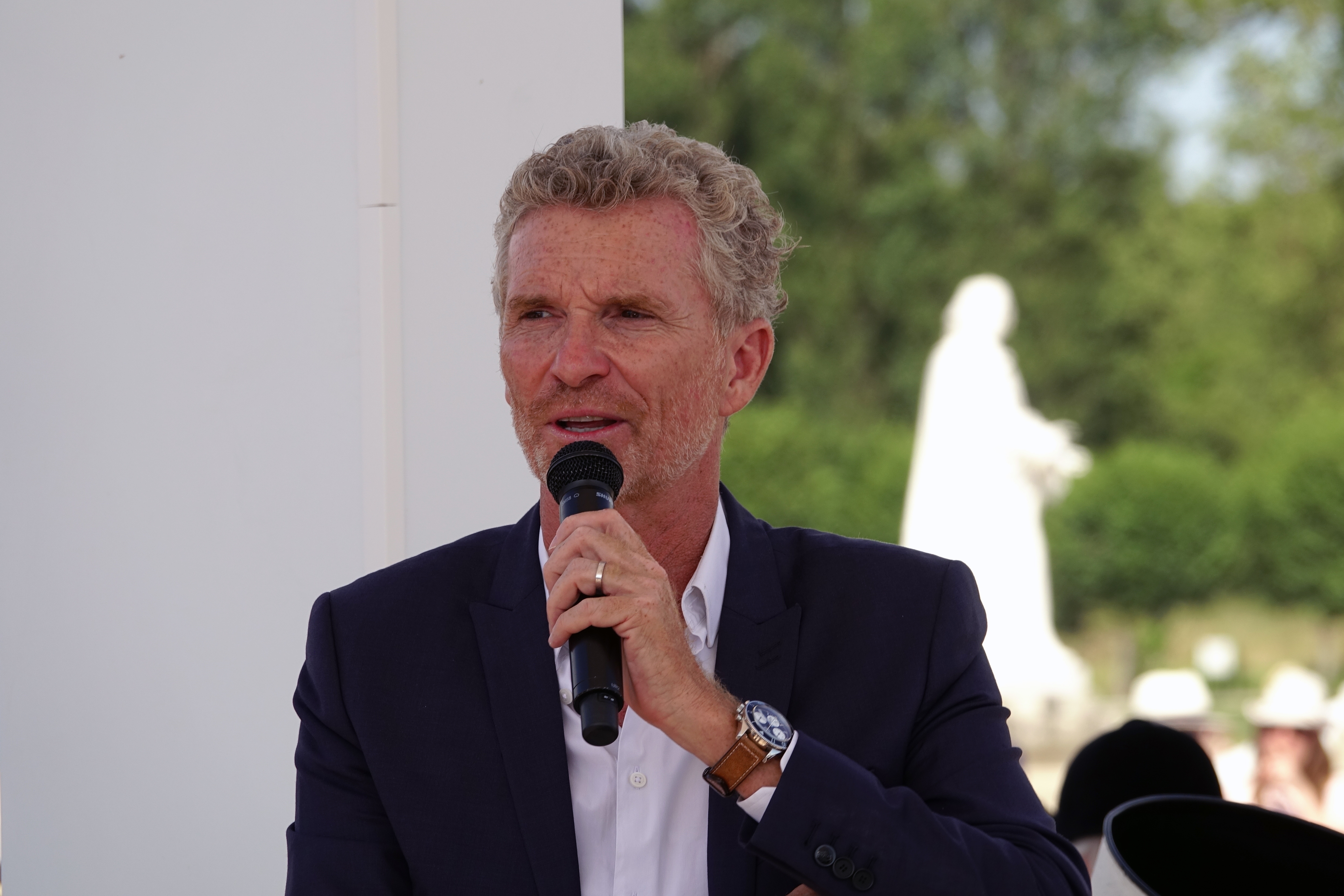
Denis Brogniart présente l'émission.

Denis Brogniart, animateur historique, présente une fois de plus l'émission. Il possède le rôle d'animateur expliquant les règles aux candidats ainsi que de présentateur en voix off.
La société de production Adventure Line Productions produit à nouveau cette saison.

### Principe
Cette saison reprend la mécanique utilisée dans Koh-Lanta : Les 4 Terres en 2020 de répartir les vingt-quatre candidats en quatre équipes en fonction de leur lieu de résidence à travers la France : la tribu violette pour le nord, bleue pour le sud, verte pour l'est et orange pour l'ouest.

## Nouveautés

### Les secrets de Koh-Lanta
Chaque mardi, après l'épisode de La Revanche des 4 Terres, les téléspectateurs seront invités à plonger dans les coulisses de l'émission. Au programme : un débrief de l'épisode, des classements thématiques en lien avec la vie sur le camp, des entretiens avec des aventuriers éliminés, des magnétos décortiquant les mécaniques et l'organisation du jeu, de la création d'installation et d'accessoires pour les épreuves au montage de chaque épisode, en passant par le repérage des lieux d'accueils pour les récompenses de confort.
Autre nouveauté : le ou la sortante de la semaine sera désormais interviewé(e) directement après l'émission.
Denis Brogniart sera accompagné de Cindy et Ugo, deux candidats qui ont marqué l’émission. Il recevra aussi chaque semaine des personnalités fans de l'émission.

## Candidats
Ci-dessous, la liste des 24 candidats de cette saison entre 20 et 63 ans répartis en 4 équipes de 6. Parmi eux, Allan est le fils de Marjorie, ancienne participante de Koh-Lanta : Cambodge en 2017.
| Candidats | Candidats    | Profession                                          | Âge    | Localisation        | Tribu                                                                             | Jury final          | Départ et réfs.  |
| --------- | ------------ | --------------------------------------------------- | ------ | ------------------- | --------------------------------------------------------------------------------- | ------------------- | ---------------- |
| ♀         | Cynthiana    | Agent immobilier                                    | 39 ans | Tarn-et-Garonne     | - Kanluran (jour 1 – 3)                                                           |                     | Éliminée,        |
| ♂         | Allan        | Docker                                              | 25 ans | Nord                | - Hilaga (jour 1 – 6)                                                             | Abandon médical,    |                  |
| ♂         | Christian    | Brocanteur                                          | 63 ans | Jura                | - Silangan (jour 1 – 8)                                                           | Éliminé,            |                  |
| ♀         | Romane       | Coach sportive                                      | 20 ans | Loire-Atlantique    | Kanluran (jour 1 – 10)                                                            | Éliminée,           |                  |
| ♂         | Mehdi        | Chauffeur poids lourds                              | 27 ans | Lot-et-Garonne      | - Kanluran (jour 1 – 5)                                                           | Abandon volontaire, |                  |
| ♂         | Benoît       | Athlète en saut à la perche                         | 24 ans | Puy-de-Dôme         | Silangan (jour 1 – 11)                                                            | Éliminé,            |                  |
| ♂         | Mohamed      | Éducateur sportif                                   | 30 ans | Nord                | - Hilaga (jour 1 – 12) - Tugawe (jour 12 – 14)                                    | Éliminé,            |                  |
| ♀         | Pauline      | Maître-nageuse                                      | 39 ans | Corse-du-Sud        | - Timog (jour 1 – 12) - Virak (jour 12 – 16)                                      | Éliminée,           |                  |
| ♀         | Andréa       | Étudiante                                           | 24 ans | Loiret              | - Hilaga (jour 1 – 12) - Virak (jour 12 – 19)                                     | Éliminée,           |                  |
| ♂         | Adrien       | Ingénieur                                           | 23 ans | Bouches-du-Rhône    | - Timog (jour 1 – 12) - Tugawe (jour 12 – 22) - Tribu réunifiée (jour 22 – 23)    | [ n° 1 ]            | Éliminé,         |
| ♂         | Frédéric     | Directeur service des sports                        | 56 ans | Seine-et-Marne      | - Hilaga (jour 1 – 12) - Tugawe (jour 12 – 22) - Tribu réunifiée (jour 22 – 25)   | [ n° 2 ]            | Abandon médical, |
| ♀         | Jessica      | Restauratrice                                       | 38 ans | Bouches-du-Rhône    | - Timog (jour 1 – 12) - Tugawe (jour 12 – 22) - Tribu réunifiée (jour 22 – 25)    | 1re membre          | Éliminée,        |
| ♀         | Louise       | Écogarde                                            | 24 ans | Isère               | - Silangan (jour 1 – 12) - Virak (jour 12 – 22) - Tribu réunifiée (jour 22 – 26)  | 2e membre           | Éliminée,        |
| ♀         | Joana        | Gérante d'un salon de beauté                        | 32 ans | Seine-Saint-Denis   | - Hilaga (jour 1 – 12) - Virak (jour 12 – 22) - Tribu réunifiée (jour 22 – 29)    | 3e membre           | Éliminée,        |
| ♀         | Naïs         | Éducatrice spécialisée                              | 25 ans | Bouches-du-Rhône    | - Timog (jour 1 – 12) - Tugawe (jour 12 – 22) - Tribu réunifiée (jour 22 – 32)    | 4e membre           | Éliminée,        |
| ♂         | Pierre-Marie | Chef d'entreprise dans le BTP                       | 39 ans | Drôme               | - Timog (jour 1 – 12) - Virak (jour 12 – 22) - Tribu réunifiée (jour 22 – 32)     | 5e membre           | Éliminé,         |
| ♂         | Maxime       | Responsable communication de la fédération de pêche | 33 ans | Vosges              | - Silangan (jour 1 – 12) - Virak (jour 12 – 22)                                   | 6e membre           | Éliminé,         |
| ♀         | Noémie       | Cheffe d'entreprise                                 | 32 ans | Ille-et-Vilaine     | - Kanluran (jour 1 – 12) - Tugawe (jour 12 – 22) - Tribu réunifiée (jour 22 – 35) | 7e membre           | Éliminée,        |
| ♀         | Céline       | Commerciale dans le sport                           | 39 ans | Savoie              | - Silangan (jour 1 – 12) - Tugawe (jour 12 – 22) - Tribu réunifiée (jour 22 – 38) | 8e membre           | Éliminée,        |
| ♂         | Jérôme       | Ex-militaire                                        | 52 ans | Landes              | - Kanluran (jour 1 – 12) - Virak (jour 12 – 22) - Tribu réunifiée (jour 22 – 39)  | 9e membre           | Éliminé,         |
| ♀         | Claire       | Scénographe produit                                 | 37 ans | Val-de-Marne        | - Hilaga (jour 1 – 12) - Virak (jour 12 – 22) - Tribu réunifiée (jour 22 – 39)    | 10e membre          | Éliminée,        |
| ♂         | Jérôme       | Peintre en bâtiment                                 | 43 ans | Pyrénées-Orientales | - Timog (jour 1 – 12) - Virak (jour 12 – 22) - Tribu réunifiée (jour 22 – 40)     | 11e membre          | Éliminé,         |
| ♂         | Maël         | Pâtissier                                           | 27 ans | Finistère           | - Kanluran (jour 1 – 12) - Tugawe (jour 12 – 22) - Tribu réunifiée (jour 22 – 40) |                     | Finaliste,       |
| ♀         | Gaëlle       | Mère au foyer                                       | 34 ans | Ain                 | - Silangan (jour 1 – 12) - Tugawe (jour 12 – 22) - Tribu réunifiée (jour 22 – 40) | Vainqueur,          |                  |

Légende :
- « Hilaga », signifie que l'aventurier fait partie de la tribu violette (Nord).
- « Silangan », signifie que l'aventurier fait partie de la tribu verte (Est).
- « Timog », signifie que l'aventurier fait partie de la tribu bleue (Sud).
- « Kanluran », signifie que l'aventurier fait partie de la tribu orange (Ouest).
- « Tugawe », signifie que l'aventurier fait partie de la tribu rouge.
- « Virak », signifie que l'aventurier fait partie de la tribu jaune.
- « Éliminé », signifie que l'aventurier a été éliminé, avant de réintégrer le jeu.
- « Tribu réunifiée », signifie que l'aventurier fait partie de la tribu réunifiée.

## Déroulement

### Bilan par épisode

#### Épreuves et conseils
| 1er épisode | 25 février 2025 | Timog                  | Timog               | Kanluran                 | Cynthiana     | 4-1-1         | Jour 3        | [ 78 ] |
| 2e épisode  | 4 mars 2025     | Kanluran               | Hilaga              | Hilaga                   | Mehdi         | 4-1           | Jour 5        | [ 79 ] |
| 3e épisode  | 11 mars 2025    | Silangan               | Hilaga              | Hilaga                   | Christian     | 5-1           | Jour 8        | [ 80 ] |
| 4e épisode  | 18 mars 2025    | Silangan               | Hilaga              | Hilaga                   | Romane        | 3-1           | Jour 10       | [ 81 ] |
| 4e épisode  | 18 mars 2025    | Silangan               | Hilaga              | Hilaga                   | Benoît        | 4-1           | Jour 11       | [ 81 ] |
| 5e épisode  | 25 mars 2025    | Maxime et Naïs         | Virak               |                          | Mohamed       | 6-3-1-1       | Jour 14       | [ 82 ] |
| 6e épisode  | 1er avril 2025  | Tugawe                 | Tugawe              | Pauline                  | 8-1-1-1/7-2   | Jour 16       | [ 83 ]        |        |
| 7e épisode  | 8 avril 2025    | Tugawe                 | Tugawe              | Andréa                   | 7-1           | Jour 19       | [ 84 ]        |        |
| 8e épisode  | 15 avril 2025   | Tugawe                 | Louise              | Adrien                   | 7-7-1/7-7     | Jour 23       | [ 85 ]        |        |
| 9e épisode  | 22 avril 2025   | Tugawe                 | Louise              | Adrien                   | 7-7-1/7-7     | Jour 23       | [ 86 ]        |        |
| 10e épisode | 29 avril 2025   | Jérôme et Louise       | Jérôme              | Louise                   | 7-6           | Jour 26       | [ 87 ]        |        |
| 11e épisode | 6 mai 2025      | Naïs                   | Pierre-Marie        | Joana                    | 11-2          | Jour 29       | [ 88 ]        |        |
| 12e épisode | 20 mai 2025     | Maxime et Noémie       | Maxime et Noémie    | Naïs et Pierre-Marie     | 6-5           | Jour 32       | [ 89 ]        |        |
| 13e épisode | 27 mai 2025     | Jérôme,                | Jérôme              | Maxime, Jérôme et Claire | Noémie        | 5-3           | Jour 35       | [ 90 ] |
| 14e épisode | 3 juin 2025     | Jérôme,                | Jérôme              | Jérôme et Claire         | Noémie        | 5-3           | Jour 35       | [ 91 ] |
| 15e épisode | 10 juin 2025    | Céline                 | Jérôme              |                          | Céline        | 6-2           | Jour 38       | [ 92 ] |
|             |                 | Épreuve d'orientation  | Épreuve des poteaux | Conseil final            | Conseil final | Conseil final | Conseil final |        |
| 16e épisode | 17 juin 2025    | Jérôme, Maël et Gaëlle | Gaëlle              | Gaëlle                   | 7-4           | Vainqueur     | [ 93 ]        |        |
| 17e épisode | 24 juin 2025    | Jérôme, Maël et Gaëlle | Gaëlle              | Gaëlle                   | 7-4           | Vainqueur     | [ 94 ]        |        |

#### Colliers d'immunité
| Localisation ou circonstance | Propriétaire d'origine | Autre(s) propriétaire(s) | Utilisation   | Utilisation   | Utilisation   | Utilisation   |
| Localisation ou circonstance | Propriétaire d'origine | Autre(s) propriétaire(s) | Statut        | Jour          | Épisode       | Votes annulés |
| ---------------------------- | ---------------------- | ------------------------ | ------------- | ------------- | ------------- | ------------- |
| Camp des Hilaga              | Andréa (jour 5 – 16)   | Aucun                    | Utilisé       | 16e           | 6e            | 8/11          |
| Camp des Silangan            | Non découvert          | Non découvert            | Non découvert | Non découvert | Non découvert | Non découvert |
| Camp des Timog               | Non découvert          | Non découvert            | Non découvert | Non découvert | Non découvert | Non découvert |
| Camp des Kanluran            | Non découvert          | Non découvert            | Non découvert | Non découvert | Non découvert | Non découvert |
| Camp des Tugawe              | Non découvert          | Non découvert            | Non découvert | Non découvert | Non découvert | Non découvert |
| Camp des Virak               | Non découvert          | Non découvert            | Non découvert | Non découvert | Non découvert | Non découvert |
| Camp réunifié                | Gaëlle (jour 28 – 32)  | Aucun                    | Utilisé       | 32e           | 12e           | 5/11          |
| Camp réunifié                | Céline (jour 32 – 38)  | Non utilisé              | Non utilisé   | Non utilisé   | Non utilisé   | Non utilisé   |
| Épreuves spéciales           | Maxime (jour 12 – 22)  | Non utilisé              | Non utilisé   | Non utilisé   | Non utilisé   | Non utilisé   |
| Épreuves spéciales           | Naïs (jour 12 – 14)    | Aucun                    | Utilisé       | 14e           | 5e            | 6/11          |
| Épreuves spéciales           | Claire (jour 12 – 16)  | Aucun                    | Utilisé       | 16e           | 6e            | 0/11          |
| Épreuves spéciales           | Jérôme (jour 12 – 16)  | Aucun                    | Utilisé       | 16e           | 6e            | 0/11          |

### Détail des votes
|              | Tribus initiales | Tribus initiales | Tribus initiales | Tribus initiales | Tribus initiales | Tribus initiales | Tribus initiales | Tribus recomposées | Tribus recomposées | Tribus recomposées | Tribus recomposées | Tribus recomposées | Tribu réunifiée | Tribu réunifiée | Tribu réunifiée | Tribu réunifiée | Tribu réunifiée | Tribu réunifiée | Tribu réunifiée | Tribu réunifiée | Tribu réunifiée | Tribu réunifiée | Tribu réunifiée | Tribu réunifiée | Tribu réunifiée | Tribu réunifiée | Tribu réunifiée | Tribu réunifiée |
| ------------ | ---------------- | ---------------- | ---------------- | ---------------- | ---------------- | ---------------- | ---------------- | ------------------ | ------------------ | ------------------ | ------------------ | ------------------ | --------------- | --------------- | --------------- | --------------- | --------------- | --------------- | --------------- | --------------- | --------------- | --------------- | --------------- | --------------- | --------------- | --------------- | --------------- | --------------- |
| ► Épisode    | 1                | 2                | 3                | 3                | 4                | 4                | 4                | 5                  | 6                  | 6                  | 7                  | 8                  | 9               | 9               | 10              | 10              | 10              | 11              | 12              | 12              | 13              | 14              | 15              | 16              | 16              | 17              | 17              | 17              |
| ► Éliminé    | Cynthiana        | Mehdi            | Allan            | Christian        | Romane           | Mehdi            | Benoît           | Mohamed            | Pauline            | Pauline            | Andréa             | Maxime             | Adrien          | Adrien          | Frédéric        | Jessica         | Louise          | Joana           | Naïs            | Pierre-Marie    | Maxime          | Noémie          | Céline          | Jérôme          | Claire          | Jérôme          | Maël            | Gaëlle          |
| ► Votes      | 4/6              | 4/5              | 0                | 5/6              | 3/4              | 0                | 4/5              | 3/11               | /                  | 7/9                | 7/8                | 4                  | /               | 7/14            | 0               | 0               | 7/13            | 11/13           | 6/11            | 0               | 0               | 5/8             | 6/8             | 0               | 0               | 1               | 4/11            | 7/11            |
| ▼ Candidats  | Votes            | Votes            | Votes            | Votes            | Votes            | Votes            | Votes            | Votes              | Votes              | Votes              | Votes              | Votes              | Votes           | Votes           | Votes           | Votes           | Votes           | Votes           | Votes           | Votes           | Votes           | Votes           | Votes           | Votes           | Votes           | Votes           | Votes           | Votes           |
| Gaëlle       |                  |                  |                  | Christian        |                  |                  | Benoît           | Naïs               |                    |                    |                    |                    | Adrien          | Adrien          |                 |                 | Naïs            | Joana           | Naïs            |                 |                 | Noémie          | Céline          |                 |                 | Jérôme          | Jury final      | Jury final      |
| Maël         | Cynthiana        | Mehdi            |                  |                  | Romane           |                  |                  | Naïs               |                    |                    |                    | Maxime             | Adrien          | Adrien          |                 |                 | Naïs            | Joana           | Naïs            |                 |                 | Gaëlle          | Céline          |                 |                 |                 | Jury final      | Jury final      |
| Jérôme       |                  |                  |                  |                  |                  |                  |                  |                    | Andréa             | Pauline            | Andréa             |                    | Noémie          | Noémie          |                 |                 | Louise          | Joana           | Jérôme          |                 |                 | Noémie          | Céline          |                 |                 |                 |                 | Gaëlle          |
| Claire       |                  |                  |                  |                  |                  |                  |                  |                    | Andréa             | Pauline            | Andréa             |                    | Noémie          | Noémie          |                 |                 | Louise          | Naïs            | Jérôme          |                 |                 | Noémie          | Céline          |                 |                 |                 |                 | Gaëlle          |
| Jérôme       | Cynthiana        | Mehdi            |                  |                  | Romane           |                  |                  |                    | Andréa             | Pauline            | Andréa             |                    | Adrien          | Adrien          |                 |                 | Naïs            | Joana           | Naïs            |                 |                 | Gaëlle          | Céline          |                 |                 |                 | Maël            |                 |
| Céline       |                  |                  |                  | Christian        |                  |                  | Benoît           | Naïs               |                    |                    |                    |                    | Adrien          | Adrien          |                 |                 | Naïs            | Joana           | Naïs            |                 |                 | Noémie          | Jérôme          |                 |                 |                 |                 | Gaëlle          |
| Noémie       | Cynthiana        | Mehdi            |                  |                  | Romane           |                  |                  | Naïs               |                    |                    |                    |                    | Adrien          | Adrien          |                 |                 | Naïs            | Joana           | Naïs            |                 |                 | Gaëlle          |                 |                 |                 |                 | Maël            |                 |
| Maxime       |                  |                  |                  | Christian        |                  |                  | Benoît           |                    | Andréa             | Pauline            | Andréa             |                    | [ n° 37 ]       | [ n° 37 ]       | [ n° 37 ]       |                 | Louise          | Joana           | Naïs            |                 |                 |                 |                 |                 |                 |                 |                 | Gaëlle          |
| Pierre-Marie |                  |                  |                  |                  |                  |                  |                  |                    | Andréa             | Joana              | Andréa             | Maxime             | Noémie          | Noémie          |                 |                 | Louise          | Joana           | Jérôme          |                 |                 |                 |                 |                 |                 |                 | Maël            |                 |
| Naïs         |                  |                  |                  |                  |                  |                  |                  | Mohamed            |                    |                    |                    |                    | Noémie          | Noémie          |                 |                 | Louise          | Joana           | Jérôme          |                 |                 |                 |                 |                 |                 |                 |                 | Gaëlle          |
| Joana        |                  |                  |                  |                  |                  |                  |                  |                    | Andréa             | Pauline            | Andréa             |                    | Noémie          | Noémie          |                 |                 | Louise          | Naïs            |                 |                 |                 |                 |                 |                 |                 |                 | Maël            |                 |
| Louise       |                  |                  |                  | Christian        |                  |                  | Benoît           |                    | Andréa             | Pauline            | Andréa             | Maxime             | Adrien          | Adrien          |                 |                 | Naïs            |                 |                 |                 |                 |                 |                 |                 |                 |                 |                 | Gaëlle          |
| Jessica      |                  |                  |                  |                  |                  |                  |                  | Mohamed            |                    |                    |                    |                    | Noémie          | Noémie          |                 |                 |                 |                 |                 |                 |                 |                 |                 |                 |                 |                 |                 | Gaëlle          |
| Frédéric     |                  |                  |                  |                  |                  |                  |                  | Naïs               |                    |                    |                    | Maxime             | Adrien          | Adrien          |                 |                 |                 |                 |                 |                 |                 |                 |                 |                 |                 |                 |                 |                 |
| Adrien       |                  |                  |                  |                  |                  |                  |                  | Mohamed            |                    |                    |                    |                    | Noémie          | Noémie          |                 |                 |                 |                 |                 |                 |                 |                 |                 |                 |                 |                 |                 |                 |
| Andréa       |                  |                  |                  |                  |                  |                  |                  |                    | Pauline            | Pauline            | Pierre-Marie       |                    |                 |                 |                 |                 |                 |                 |                 |                 |                 |                 |                 |                 |                 |                 |                 |                 |
| Pauline      |                  |                  |                  |                  |                  |                  |                  |                    | Andréa             | Joana              |                    |                    |                 |                 |                 |                 |                 |                 |                 |                 |                 |                 |                 |                 |                 |                 |                 |                 |
| Mohamed      |                  |                  |                  |                  |                  |                  |                  | Naïs               |                    |                    |                    |                    |                 |                 |                 |                 |                 |                 |                 |                 |                 |                 |                 |                 |                 |                 |                 |                 |
| Benoît       |                  |                  |                  | Christian        |                  |                  | Maxime           |                    |                    |                    |                    |                    |                 |                 |                 |                 |                 |                 |                 |                 |                 |                 |                 |                 |                 |                 |                 |                 |
| Mehdi        | Jérôme           | Noémie           | [ n° 38 ]        |                  |                  |                  |                  |                    |                    |                    |                    |                    |                 |                 |                 |                 |                 |                 |                 |                 |                 |                 |                 |                 |                 |                 |                 |                 |
| Romane       | Cynthiana        | Mehdi            |                  |                  | Maël             |                  |                  |                    |                    |                    |                    |                    |                 |                 |                 |                 |                 |                 |                 |                 |                 |                 |                 |                 |                 |                 |                 |                 |
| Christian    |                  |                  |                  | Benoît           |                  |                  |                  |                    |                    |                    |                    |                    |                 |                 |                 |                 |                 |                 |                 |                 |                 |                 |                 |                 |                 |                 |                 |                 |
| Allan        |                  |                  |                  |                  |                  |                  |                  |                    |                    |                    |                    |                    |                 |                 |                 |                 |                 |                 |                 |                 |                 |                 |                 |                 |                 |                 |                 |                 |
| Cynthiana    | Mehdi            |                  |                  |                  |                  |                  |                  |                    |                    |                    |                    |                    |                 |                 |                 |                 |                 |                 |                 |                 |                 |                 |                 |                 |                 |                 |                 |                 |
| Pénalité     |                  |                  |                  |                  |                  |                  |                  | Frédéric           | Jérôme             |                    |                    |                    | Frédéric        |                 |                 |                 |                 | Joana           |                 |                 |                 |                 | Jérôme          |                 |                 |                 |                 |                 |
| Pénalité     |                  |                  |                  |                  |                  |                  |                  | Gaëlle             | Joana              |                    |                    |                    | Frédéric        |                 |                 |                 |                 | Joana           |                 |                 |                 |                 | Jérôme          |                 |                 |                 |                 |                 |
| Vote noir    |                  |                  |                  |                  |                  |                  |                  |                    |                    |                    |                    |                    |                 |                 |                 |                 | Louise          | Joana           | Jérôme          |                 |                 | Noémie          | Céline          |                 |                 |                 |                 |                 |

## Résumés détaillés

### Épisode 1
Les vingt-quatre nouveaux aventuriers déambulent dans le paysage de la péninsule de Caramoan par groupes de six. Denis Brogniart attend impatiemment leur arrivée sur un point de rendez-vous, au beau milieu des rizières des Philippines. Une fois réunis, ceux-ci apprennent par l'animateur qu'ils sont répartis dans quatre équipes qui représentent les quatre coins de la France d'où ils sont originaires à savoir les régions du nord, du sud, de l'est et de l'ouest.
L'équipe violette, les Hilaga, est constituée de candidats provenant des régions les plus au nord de la France : Allan, Andréa, Claire, Frédéric, Joana et Mohamed. La tribu orange, les Kanluran représente les candidats provenant de la partie ouest : Cynthiana, Jérôme, Maël, Mehdi, Noémie et Romane. La tribu bleue, les Timog regroupe ceux des régions les plus au sud : Adrien, Jérôme, Jessica, Naïs, Pauline et Pierre-Marie et enfin les verts, les Silangan ceux des régions les plus à l'est : Benoît, Céline, Christian, Gaëlle, Louise et Maxime.
Pour la toute première épreuve de confort, les six membres de chaque équipe sont reliés par une sangle et l'aventurier tout devant doit récupérer une série de témoins. Ce jeu qui se déroule traditionnellement dans le sable, se dispute cette fois dans une rizière inondée. Les bleus, grâce à une bonne dextérité finissent en tête, suivis des violets puis des verts. Enfin les oranges de l'ouest terminent derniers et Denis leur annonce qu'ils devront séjourner vingt-quatre heures sur l'île de l'exil, un endroit rempli de galets et avec très peu de ressources. Les bleus, qui ont le choix de la récompense optent pour la boîte d'allumettes au détriment de 500 grammes de riz que doivent se contenter les violets, arrivés deuxièmes.
Les oranges débarquent sur l'île de l'exil et la Montalbanaise Cynthiana, qui souffre d'une insolation, pense surprendre une conversation malveillante dans la nuit à son sujet entre les Bretons Noémie, Maël et Romane. 
L'épreuve de confort où chacune des quatre tribus doit aller récupérer une malle en mer contenant des projectiles, en passant de nombreux obstacles. Trois pas de tirs, à des distances différentes, leur permettront ensuite de détruire les cibles avec les projectiles. Les sudistes, qui ont été plus rapides s'offrent une nouvelle victoire. Les nordistes, les gens de l'est puis de l'ouest sont respectivement deuxièmes, troisièmes et quatrièmes.
Chez les bleus, triomphants, le jeune ingénieur Adrien satisfait autant qu'il agace. Le jeune homme se montre hyperactif et dispersé sur le camp si bien qu'en ayant réussi à faire du feu, son obsession depuis le départ, il oublie d'isoler la boîte d'allumettes de la source de chaleur qui part en fumée. Chez les verts, une très bonne entente entre le Vosgien Maxime et le Jurassien Christian se crée ; les deux hommes se mettent même à dévorer des vers et des fleurs. Chez les oranges, Mehdi, contre-performant sur l'épreuve et Cynthiana qui se sent en danger se mettent activement à la recherche d'un collier d'immunité.
Au conseil des Kanluran, Cynthiana se retrouve éliminée à quatre voix contre une pour Jérôme et une autre pour Mehdi. Avant de partir, elle accuse Noémie, qu'elle traite au passage de "vipère", d'avoir influencer le groupe pour l'éliminer.

### Épisode 2
Chez les oranges, l'ex-militaire Jérôme demande des explications sur ce qui a poussé Mehdi à mettre son nom dans l'urne au dernier conseil. Le rugbyman lui confie un manque de confiance a son égard.
Le jeu de confort, le "grand bleu", consiste à rapporter neuf requins en bois accrochés à des cordes, en les ramenant du plus proche au plus éloigné. Petite spécificité à prendre en compte : il y a deux cordes, une à l'horizontale, puis une à la verticale, qui descend à cinq mètres de profondeur. Les quatre tribus sont au coude-à-coude mais Claire du nord et Adrien du sud se trompent de corde et font perdre du temps à leur équipe ce qui permet à la tribu de l'ouest de se racheter et de terminer en première position. Elle est suivie de celle de l'est, du sud et enfin du nord qui est contrainte à l'île de l'exil.
Les Kanluran de l'ouest sont ravis d'accueillir sur leur camp un guide local qui leur montre comment se nourrir en leur dénichant des ressources, jusqu'alors inconnues des membres de l'équipe. Ce même guide leur construit également un piège à crabes. Les Silangan de l'est, arrivés deuxièmes, ont de leur côté pu explorer les ressources marines avec un autre Philippin qui leur a aussi confectionné une nasse à poissons et montré comment fabriquer un harpon en bois. Les Timog du sud, nottament Naïs et Jérôme, reprochent à Adrien, jugé trop sûr de lui, sa contre-performance a l'épreuve. Ce dernier assume.
Les Hilaga du nord débarque sur l'île de l'exil et d'emblée la jeune Andréa, qui déclare un mal de ventre, souhaite s'isoler du groupe et cela crée des tensions notamment auprès de Joana qui regrette que la jeune femme se soit montrée inférieure sur l'épreuve.
Pour remporter l'épreuve d'immunité qui suit, les quatre tribus doivent réaliser un parcours dont les obstacles sont obstrués et le cinquième de l'équipe à passer devra libérer une rose des vents d'un labyrinthe géant.
Pendant le déroulement du jeu, le jeune nordiste Allan, au moment de passer sous une poutre en bois fichée dans le sable, se blesse à l'épaule et doit être emmené d'office à l'infirmerie sur civière. Mohamed, exempté d'épreuve lors du tirage au sort, le remplace. Cet imprévu n'empêche absolument pas le nord de gagner le totem grâce à l'exploit d'Andréa sur le labyrinthe face à une Noémie de l'ouest dépitée d'emmener une nouvelle fois les oranges au conseil. L'équipe de l'est est deuxième et celle du sud termine troisième.
Les violets sont à la fois en fête et inquièts concernant l'avenir incertain dans l'aventure du jeune docker Allan. Presque tous les membres cherchent un collier d'immunité et c'est Andréa, pointée du doigt par son isolement, qui le trouve. Noémie chez les oranges est en grande peine suite à son échec sur le labyrinthe. La Bretonne se sent plus que jamais menacée.
Au deuxième conseil des Kanluran, Mehdi, ayant du mal à s'intégrer au groupe, est éliminé à quatre voix contre une voix pour Noémie qui parvient à se sauver. Le jeune homme ne cache pas sont dépit de partir si tôt dans l'aventure.

### Épisode 3
Les quatre tribus se réveillent et découvrent chacune sur leurs plages un amas de bambous. Les aventuriers comprennent vite qu'ils devront ériger un radeau pour l'épreuve de confort à venir. 
Chez les nordistes, Andréa se montre une nouvelle fois souffrante et décide de se reposer ; une attitude qui exaspére Joana qui se démène avec le reste de l'équipe à la confection du radeau. Chez les oranges de l'ouest, Noémie qui est professionnelle de navigation, souhaite se monter à la hauteur de l'exercice. Chez les sudistes, Adrien et Pierre-Marie sont en désaccord total sur la manière d'élaborer le radeau ; les autres membres de la tribu peinent à faire entendre leurs idées tant Adrien se montre envahissant. Avant de mettre les radeaux à l'eau, Andréa du nord regrette que le flotteur ait été installé vers le dessus plutôt que vers le dessous. Des remarques qui font grise mine chez les violets qui regrettent l'absence de compliment de la part de la jeune étudiante sur le travail apporté.
Denis Brogniart annonce à l'équipe du nord le départ d'Allan sur décision médicale suite à sa blessure a l'épaule sur le dernier jeu de confort. Il est désormais remplacé par le dernier éliminé chez les oranges, Mehdi. 
La course de radeaux, à laquelle il faut parvenir a attraper le drapeau de l'équipe adverse, se déroule en deux manches, une finale et une petite finale. Après tirage au sort, l'ouest affronte le nord d'abord, puis l'est sera face au sud. Adrien du sud et Maxime de l'est, blessés, ne peuvent prétendre à l'épreuve.
L'ouest l'emporte largement sur le nord grâce au radeau efficace de Noémie, puis l'est fait de même face au sud. Lors de la petite finale, le sud récupère le drapeau du nord très à la peine sur son embarcation et l'envoie de nouveau sur l'île de l'exil. Enfin lors de la finale, l'ouest, qui manque cette fois de coordination, s'incline face à l'est, qui choisissent de s'équiper d'un kit de pêche et laisse à la tribu ouest, trois poissons cuits.
Au sud, Adrien et Jérôme s'accrochent sur l'avis du dernier face à Denis Brogniart, sur le radeau imaginé par Adrien. L'ingénieur reproche au peintre en bâtiment de s'être exprimé trop tard.
Au moment des tirages au sort pour l'épreuve d'immunité, Andréa chez les violets fait un léger malaise et est emmenée sur civière après s'être une nouvelle fois invectivée avec Joana.
L'épreuve consiste à placer onze pièces de bois sur une structure métallique maintenue au moyen de cordes tendue par les autres membres de l'équipe. Les violets ressortent triomphants de l'îlot de l'exil et remportent le totem. Les bleus sont deuxièmes, les oranges échappent enfin au conseil en finissant troisièmes et les verts sont derniers.
C'est un choc pour la tribu de l'est qui doit se résigner d'aller au conseil et le doyen de la saison Christian se sent particulièrement menacé et en fait part à son allié Maxime. Le perchiste Benoît est également désigné de part sa démotivation.
Au conseil des Silangan, c'est bien Christian qui est éliminé à l'unanimité contre une voix pour Benoît.

## Audiences et diffusion
En France, l'émission est diffusée sur TF1, les mardis à 21 h 10, à partir du 25 février 2025. Un épisode dure 2 h 10 (publicités incluses) mais est découpé en deux parties, soit une diffusion de 21 h 10 à 22 h 15 et de 22 h 15 à 23 h 20.
| Épisode            | Date de diffusion  | Horaire de diffusion | Nombre de téléspectateurs | Part de marché  | Part de marché | Classement des audiences | Réf.    |
| Épisode            | Date de diffusion  | Horaire de diffusion | Nombre de téléspectateurs | (4 ans et plus) | (FRDA-50)      | Classement des audiences | Réf.    |
| ------------------ | ------------------ | -------------------- | ------------------------- | --------------- | -------------- | ------------------------ | ------- |
| 1                  | 25 février 2025    | 21 h 14 – 22 h 11    | 3 560 000                 | 18 %            | 33,2 %         | 1er                      | [ 105 ] |
| 1                  | 25 février 2025    | 22 h 19 – 23 h 39    | 2 780 000                 | 21,6 %          | 37,1 %         | 1er                      | [ 105 ] |
| 2                  | 4 mars 2025        | 21 h 13 – 22 h 25    | 2 854 000                 | 15,2 %          | 22,5 %         | 2e                       | [ 106 ] |
| 2                  | 4 mars 2025        | 22 h 34 – 23 h 32    | 2 310 000                 | 18,9 %          | 27,4 %         | 2e                       | [ 106 ] |
| 3                  | 11 mars 2025       | 21 h 13 – 22 h 24    | 2 735 000                 | 13,6 %          | 22 %           | 2e                       | [ 107 ] |
| 3                  | 11 mars 2025       | 22 h 33 – 23 h 37    | 2 220 000                 | 16,9 %          | 24,1 %         | 2e                       | [ 107 ] |
| 4                  | 18 mars 2025       | 21 h 14 – 22 h 27    | 3 019 000                 | 16,4 %          | 30,5 %         | 2e                       | [ 108 ] |
| 4                  | 18 mars 2025       | 22 h 35 – 23 h 34    | 2 380 000                 | 20,2 %          | 33,3 %         | 2e                       | [ 108 ] |
| 5                  | 25 mars 2025       | 21 h 14 – 22 h 16    | 3 175 000                 | 17,5 %          | 30,1 %         | 1er                      | [ 109 ] |
| 5                  | 25 mars 2025       | 22 h 23 – 23 h 18    | 2 840 000                 | 21,7 %          | 34 %           | 1er                      | [ 109 ] |
| 6                  | 1er avril 2025     | 21 h 14 – 22 h 20    | 2 888 000                 | 14,9 %          | 25,1 %         | 3e                       | [ 110 ] |
| 6                  | 1er avril 2025     | 22 h 26 – 23 h 15    | 2 480 000                 | 17 %            | 29,8 %         | 3e                       | [ 110 ] |
| 7                  | 8 avril 2025       | 21 h 14 – 22 h 22    | 3 190 000                 | 16,8 %          | 34,6 %         | 2e                       | [ 111 ] |
| 7                  | 8 avril 2025       | 22 h 31 – 23 h 19    | 2 670 000                 | 19,4 %          | 38 %           | 2e                       | [ 111 ] |
| 8                  | 15 avril 2025      | 21 h 14 – 22 h 17    | 2 730 000                 | 13,9 %          | 26,5 %         | 2e                       | [ 112 ] |
| 8                  | 15 avril 2025      | 22 h 26 – 23 h 15    | 2 420 000                 | 16,1 %          | 27,3 %         | 2e                       | [ 112 ] |
| 9                  | 22 avril 2025      | 21 h 14 – 22 h 03    | 3 138 000                 | 16,8 %          | 28,7 %         | 2e                       | [ 113 ] |
| 9                  | 22 avril 2025      | 22 h 10 – 22 h 59    | 2 880 000                 | 18,4 %          | 30,7 %         | 2e                       | [ 113 ] |
| 10                 | 29 avril 2025      | 21 h 14 – 22 h 05    | 2 830 000                 | 14,2 %          | 28,1 %         | 3e                       | [ 114 ] |
| 10                 | 29 avril 2025      | 22 h 13 – 23 h 20    | 2 530 000                 | 15,9 %          | 27,8 %         | 3e                       | [ 114 ] |
| 11                 | 6 mai 2025         | 21 h 13 – 22 h 15    | 2 796 000                 | 14,4 %          | 25,9 %         | 2e                       | [ 115 ] |
| 11                 | 6 mai 2025         | 22 h 19 – 23 h 02    | 2 420 000                 | 15,1 %          | 28,6 %         | 2e                       | [ 115 ] |
| 12                 | 20 mai 2025        | 21 h 14 – 22 h 18    | 3 309 000                 | 17,9 %          | 33,1 %         | 2e                       | [ 116 ] |
| 12                 | 20 mai 2025        | 22 h 25 – 23 h 19    | 2 960 000                 | 22,2 %          | 37,4 %         | 2e                       | [ 116 ] |
| 13                 | 27 mai 2025        | 21 h 14 – 22 h 08    | 3 104 000                 | 16,4 %          | 26 %           | 2e                       | [ 117 ] |
| 13                 | 27 mai 2025        | 22 h 15 – 23 h 00    | 2 760 000                 | 17,7 %          | 30,1 %         | 2e                       | [ 117 ] |
| 14                 | 3 juin 2025        | 21 h 14 – 22 h 10    | 3 140 000                 | 16,7 %          | 30,1 %         | 2e                       | [ 118 ] |
| 14                 | 3 juin 2025        | 22 h 18 – 23 h 04    | 2 950 000                 | 19,8 %          | 34,4 %         | 2e                       | [ 118 ] |
| 15                 | 10 juin 2025       | 21 h 14 – 22 h 20    | 3 032 000                 | 16,9 %          | 28 %           | 2e                       | [ 119 ] |
| 15                 | 10 juin 2025       | 22 h 29 – 23 h 19    | 2 830 000                 | 20,6 %          | 32,9 %         | 2e                       | [ 119 ] |
| 16                 | 17 juin 2025       | 21 h 12 – 22 h 09    | 3 204 000                 | 16,9 %          | 34 %           | 2e                       | [ 120 ] |
| 16                 | 17 juin 2025       | 22 h 17 – 23 h 09    | 3 100 000                 | 20,7 %          | 35,8 %         | 2e                       | [ 120 ] |
| 17 (Finale)        | 24 juin 2025       | 21 h 14 – 22 h 38    | 2 881 000                 | 17,2 %          | 30,8 %         | 1er                      | [ 121 ] |
| 17 (Finale)        | 24 juin 2025       | 22 h 47 – 23 h 42    | 2 470 000                 | 22,6 %          | 34,7 %         | 1er                      | [ 121 ] |
| Bilan de la saison | Bilan de la saison | P1                   | 3 030 000                 | 16,1 %          | 28,8 %         |                          | [ 122 ] |
| Bilan de la saison | Bilan de la saison | P2                   | 2 650 000                 | 19,1 %          | 32 %           |                          | [ 122 ] |

Légende :
- Les plus hauts chiffres d'audience
- Les plus bas chiffres d'audience